# Paragomphus capitatus
Paragomphus capitatus är en trollsländeart som först beskrevs av Martin 1909.  Paragomphus capitatus ingår i släktet Paragomphus och familjen flodtrollsländor. IUCN kategoriserar arten globalt som livskraftig. Inga underarter finns listade i Catalogue of Life.